# 옥토베이스

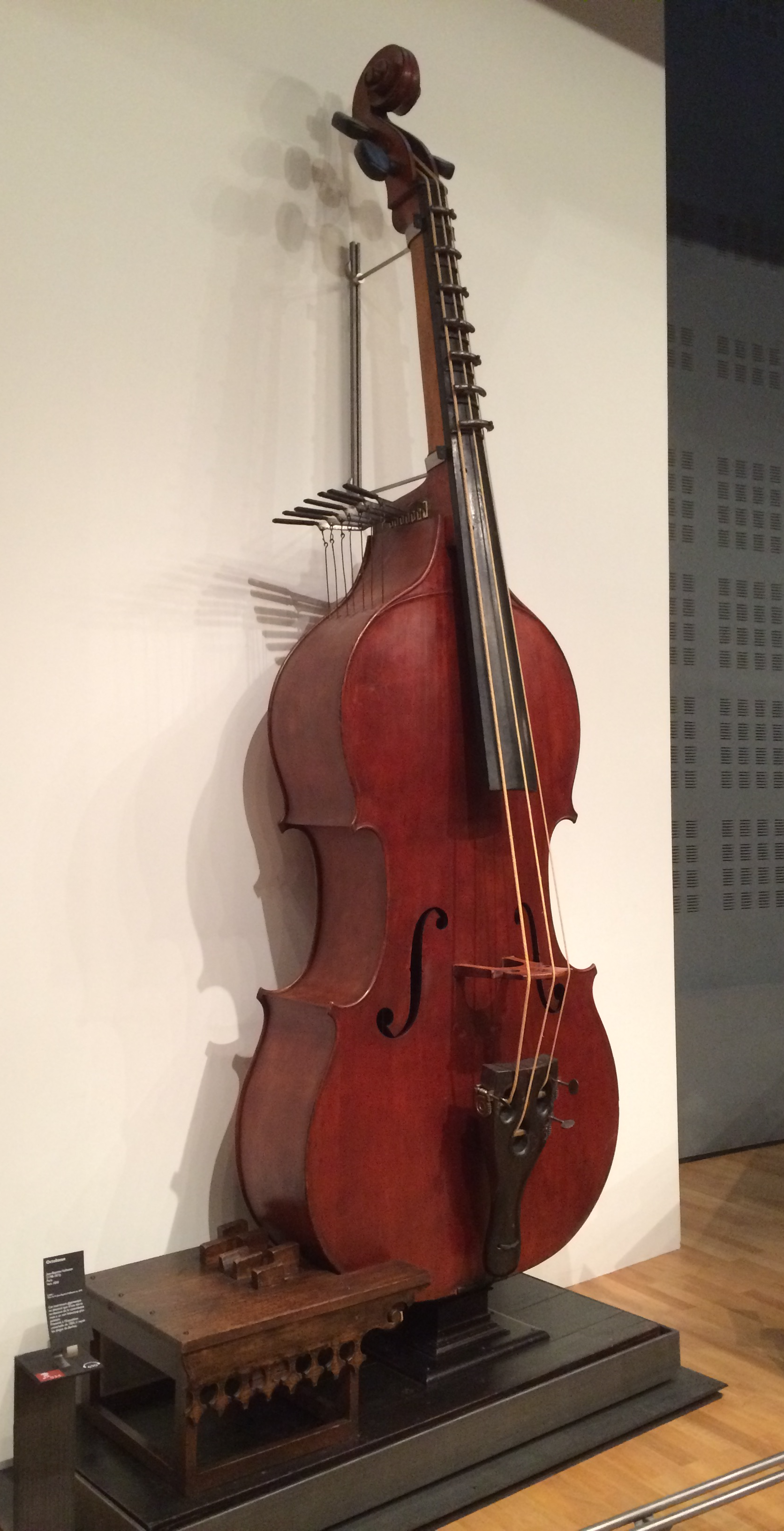
옥토베이스

옥토베이스(영어: Octobass, 독일어: Oktobass, 이탈리아어: Ottobasso, 프랑스어: Octobasse)는 현의 진동을 이용하여 소리를 내는 찰현악기중 가장 큰 악기이다.

## 악기의 구성
악기본체와 3개의 줄감개, 3개의 현, 7개의 브래킷, 레버, 받침대, 풋 페달등이 있다. 현은 바이올린족에 속하는 다른 악기와 다르게 3현을 사용하고, 3번째현의 두께가 새끼손가락 만하다. 이 악기에서 가장 낮은 음을 내는 3번째 현은 C0(16.35hz)를 내는데, 인간의 평균 가청주파수가 20~20000hz 이므로 음을 인식하지 못할 정도로 낮다. 악기의 높이는 약 3.45m이며 100kg이 넘는다. 활은 50cm정도의 길이에 두께는 엄지손가락보다 두껍다.

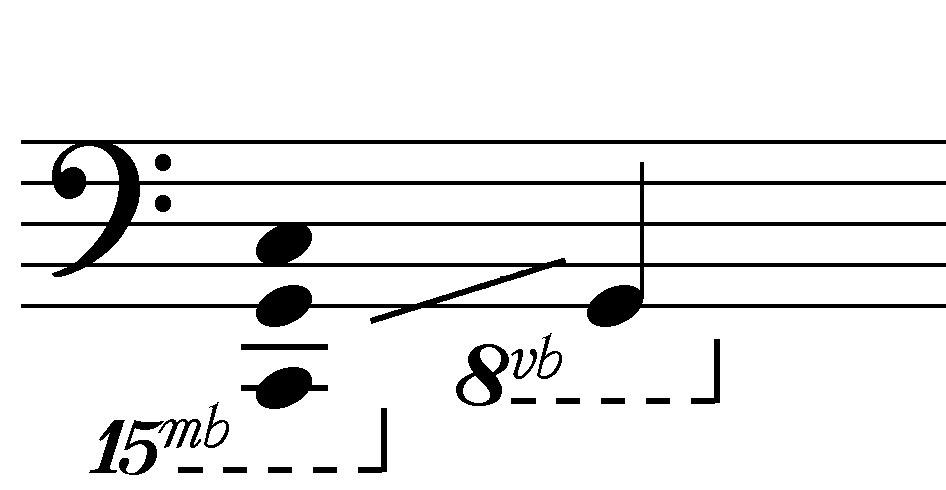
옥토베이스 각현의 음고와 음역대

## 현대에서의 사용
현대에는 극히 일부 연주회를 제외하고는 거의 사용되지 않는다. 현재 전 세계에 불과 6대가 남아있다고 하며 이 악기의 전문 연주자는 단 한 명 뿐이다.

## 연주
악기가 거대해서 다른 현악기와 같은 운지법으로 연주하는 것이 불가능하다. 음고를 조절하기 위해 악기 목의 시작부분에 달린 레버를 누르거나, 받침대에 달려있는 풋 페달을 밟아서 지판에 있는 7개의 브래킷을 움직여서 현을 누른다. 또 받침대에 달려있는 페달을 눌러 음고를 조정하기도 한다. 허리를 살짝 굽히고 활을 허리 정도의 높이에서 긋는다.  왼팔을 레버에 닿기 위해 올라갈 수 있게 계단이 달린 받침대에 올라가 연주한다.
글리산도나 비브라토는 불가능하지만 왼손이 닿는 가까운 부분에서는 가능하다.